# Quinto Fabio Massimo Verrucoso
Quinto Fabio Massimo Verrucoso, detto Temporeggiatore (in latino Quintus Fabius Maximus Verrucosus, Cunctator; 275 a.C. circa – 203 a.C.), è stato un politico e militare romano.
Patrizio appartenente alla Gens Fabia, ricoprì per cinque volte la carica di console (233 a.C., 228 a.C., 215 a.C., 214 a.C. e 209 a.C.) e due quella di dittatore (221 a.c. e 217 a.C.).

## Biografia

### Gioventù
Discendente dalla antica Gens Fabia, era nipote di Quinto Fabio Massimo Gurgite e bis-nipote di Quinto Fabio Massimo Rulliano. 
Probabilmente partecipò alla prima guerra punica, anche se se ne ignorano le gesta. 

### Inizio della carriera politico-militare
Finita la guerra, ebbe una rapida carriera politica.
Nel 233 a.C. trionfò sui Liguri, vittoria che gli permise di celebrare un trionfo e di dedicare un tempio ad Onore e Virtù.

Fu censore nel 230 a.C.; console una seconda volta nel 228 a.C., si oppose alla legge agraria di Gaio Flaminio nel 227; fu dittatore durante i comizi del 221 a.C..
Verso la fine del 219 a.C., fu inviato come ambasciatore dal Senato romano a Cartagine, dopo la resa di Sagunto, per capire se fosse stato Annibale ad aggredire Sagunto oppure se avesse ricevuto l'ordine dal senato cartaginese. La delegazione era composta da Quinto Fabio, Marco Livio Salinatore, Lucio Emilio Paolo, Gaio Licinio Varo e Quinto Bebio Tamfilo. Nel corso dell'udienza davanti al senato cartaginese Fabio disse:
(Livio, XXI, 18.13.)
La risposta dei senatori cartaginesi fu quella di gridargli che fosse lui a scegliere ciò che preferiva. Allora Fabio, disfatta la toga all'altezza del petto, dichiarò di offrire la guerra, al che tutti i senatori cartaginesi risposero di accettarla e di essere pronti a combatterla.
Di ritorno da Cartagine, insieme agli altri ambasciatori romani, passò in Spagna, come a Roma era stato loro comandato, in modo da cercare l'alleanza di nuove popolazioni contro i Cartaginesi. I primi ad essere contattati furono i Bargusi, dai quali furono benevolmente accolti, in quanto mal sopportavano la dominazione punica, sentimento che trovarono anche in tante altre popolazioni a nord del fiume Ebro. Giunsero quindi presso la popolazione dei Volciani, la cui risposta, divenuta famosa in tutta la Spagna, sottrasse ogni speranza a Roma di poter raccogliere altre popolazioni dall'alleanza romana. Tito Livio racconta che il cittadino più anziano rispose nell'assemblea: 
(Livio, XXI, 19.9-10.)
Quando gli fu ordinato di andarsene dalle terre dei Volciani, Fabio e gli altri ambasciatori non ricevettero più alcuna dichiarazione benevola dagli altri popoli della Spagna. Furono così costretti a recarsi in Gallia. Anche qui non trovarono popoli disposti ad interporsi tra Romani e Cartaginesi, esponendosi alla guerra contro quest'ultimi. Livio ricorda che:
(Livio, XXI, 20.2-4.)

### Azioni nella seconda guerra punica

#### Dittatura del 217
Nel 217 a.C., subito dopo la sconfitta del lago Trasimeno, Fabio venne nominato dittatore, o meglio prodittatore, dato che non era stato nominato materialmente da alcun console. Da allora, poiché la guerra con Annibale era solamente difensiva, Fabio divenne la personalità più importante a Roma. Forse le sue doti militari non erano tra le più acute, ma capì prima di tutti i suoi contemporanei, la natura della tattica e del genio di Annibale e la situazione dei suoi connazionali.
Cicerone dice di Fabio che "bellum Punicum secundum enervavit" ("snervò la seconda guerra punica"), un elogio più veritiero di quello di Ennio, che dice "qui cunctando restituit rem" ("che temporeggiando ripristinò lo Stato"), dal momento che Marcello e Scipione riportarono la repubblica alla sua grandezza militare, mentre Fabio la rese capace di un ritorno alle origini.

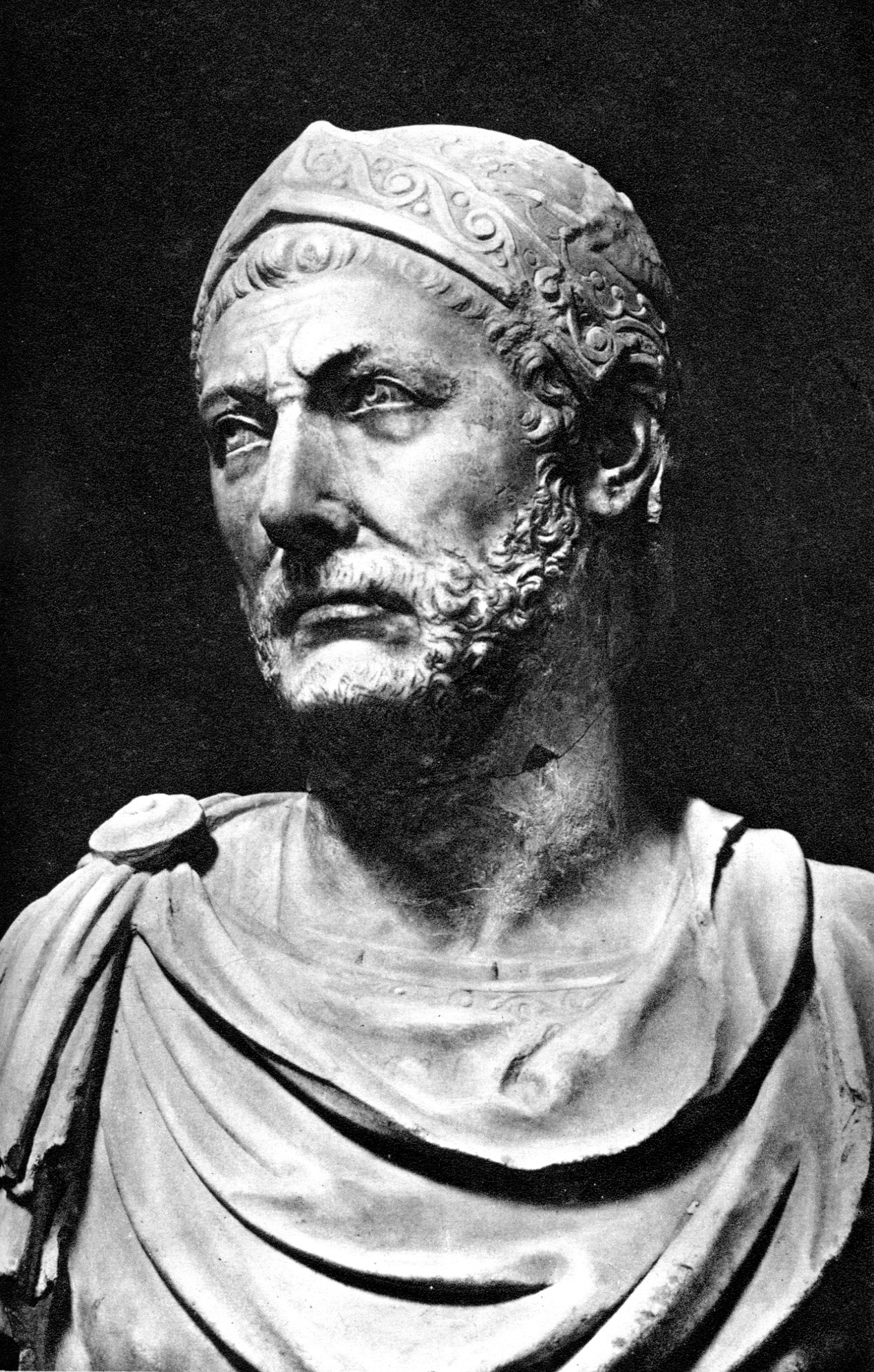
Busto di Annibale (Museo Archeologico Nazionale di Napoli), uno dei maggiori strateghi della storia antica

Il suo primo atto come dittatore fu calmare e rinvigorire gli animi dei Romani facendo sacrifici solenni e supplicando gli dei; quindi rese il Lazio e le zone adiacenti inespugnabili per il nemico. Al momento di stabilire il campo escogitò un piano di azione semplice e fisso. Evitò ogni contatto diretto con il nemico; spostò l'accampamento da un altopiano ad un altro, dove la cavalleria della Numidia e i fanti iberici non sarebbero riusciti a salire; osservò i movimenti di Annibale con una stretta vigilanza, catturò i nemici sbandati e quelli che si erano allontanati dal campo in cerca di cibo, costrinse Annibale a far stancare i suoi alleati con impellenti richieste e a scoraggiare i suoi soldati con manovre inutili.
(Polibio, III, 89, 3-4.)
Famosi sono l'intrappolamento di Annibale da parte di Fabio in una delle valli tra Cales e il Volturno e l'abile fuga dei Cartaginesi, che legarono sulle corna di alcuni buoi delle fascine ardenti facendoli salire sul crinale di una collina.
Ma a Roma e tra le file dell'esercito la prudenza di Fabio venne interpretata in modo errato. Fu persino sospettato di voler prolungare la guerra di cui avrebbe potuto mantenere il comando, di viltà, di inettitudine e perfino di tradimento, quando Annibale incendiò i terreni circostanti, risparmiando i poderi di Fabio, per far cadere su di lui il sospetto e sebbene, dopo, lo stesso dittatore romano avesse donato i prodotti dei suoi possedimenti per riscattare alcuni prigionieri romani. Solo Annibale apprezzò il comportamento di Fabio.
Alla fine il magister equitum Marco Minucio Rufo, a capo dei suoi oppositori, e il Senato, irritato per la devastazione della Campania, si unirono alla plebe impaziente di condannare la sua politica dilatoria. Minucio, durante una breve assenza di Fabio dal campo, ottenne una piccola vittoria su Annibale. Un tribuno della plebe, Marco Metilio, presentò una proposta di legge per dividere il comando in parti uguali tra il dittatore e il magister equitum, che fu accettata dal Senato e dai comizi tributi. Mai prima di allora era accaduto che ci fossero due dittatori a Roma. Anziché comandare l'esercito a giorni alterni, com'era d'uso con i consoli, Fabio Massimo preferì dividere le forze. Annibale cercò di approfittare di questa debolezza avversaria e attirò Rufo in una trappola. Le forze di Rufo stavano per essere distrutte, quando il Temporeggiatore, lanciò la sua metà dell'esercito, sbaragliò i cartaginesi e salvò Rufo che, pentito e grato, rinunciò alla carica di dittatore. Si dice che Annibale, ritirandosi, affermò: "Ho pensato che una nube lontana sarebbe un giorno piombata dalle colline in un temporale scrosciante".
Minucio, precipitoso ma onesto, si dimise dal comando, ma Fabio, scrupolosamente, stabilì la scadenza della sua carica dopo sei mesi, come la legge prevedeva, lasciando il suo buon esempio ai consoli che lo succedettero. Emilio lo imitò, mentre Varrone ignorò i suoi ordini, e la disfatta di Canne dimostrò la saggezza dell'avvertimento di Fabio ad Emilio: "Ricorda, devi temere non solo Annibale ma anche Varrone".
Fabio fu, tuttavia, tra i primi che ringraziarono Varrone, di ritorno da Canne, per non aver disperato della repubblica, e le misure difensive che il Senato adottò in quell'epoca confusa furono dettate da lui.

#### Dopo la dittatura (216-210 a.C.)
Dopo l'inverno tra il 216 ed il 215 a.C. le situazioni del conflitto mutarono, essendosi Annibale insediato a Capua, e, anche se ancora importante, Fabio non era più il personaggio più influente a Roma. Venne eletto pontefice nel 216 (era già membro del collegio augurale, carica che ricoprì per 62 anni). Si occupò del mantenimento del tempio di Venere Ericina (venendo nominato duumviro) e rimpiazzò i posti vacanti causati dalla guerra in Senato con i Latini. Nel 215 a.C. fu eletto console suffectus per la terza volta, in seguito alla rinuncia da parte di Marco Claudio Marcello. I due nuovi consoli, Fabio e Tiberio Sempronio Gracco, si divisero tra loro l'esercito. A Fabio toccò quello accampato presso Teanum Sidicinum, che in precedenza era stato posto sotto il comando di Marco Giunio Pera; a Sempronio gli schiavi (volones) arruolatisi volontariamente e più di 25.000 alleati. In seguito Fabio devastò la Campania e iniziò l'assedio di Capua.

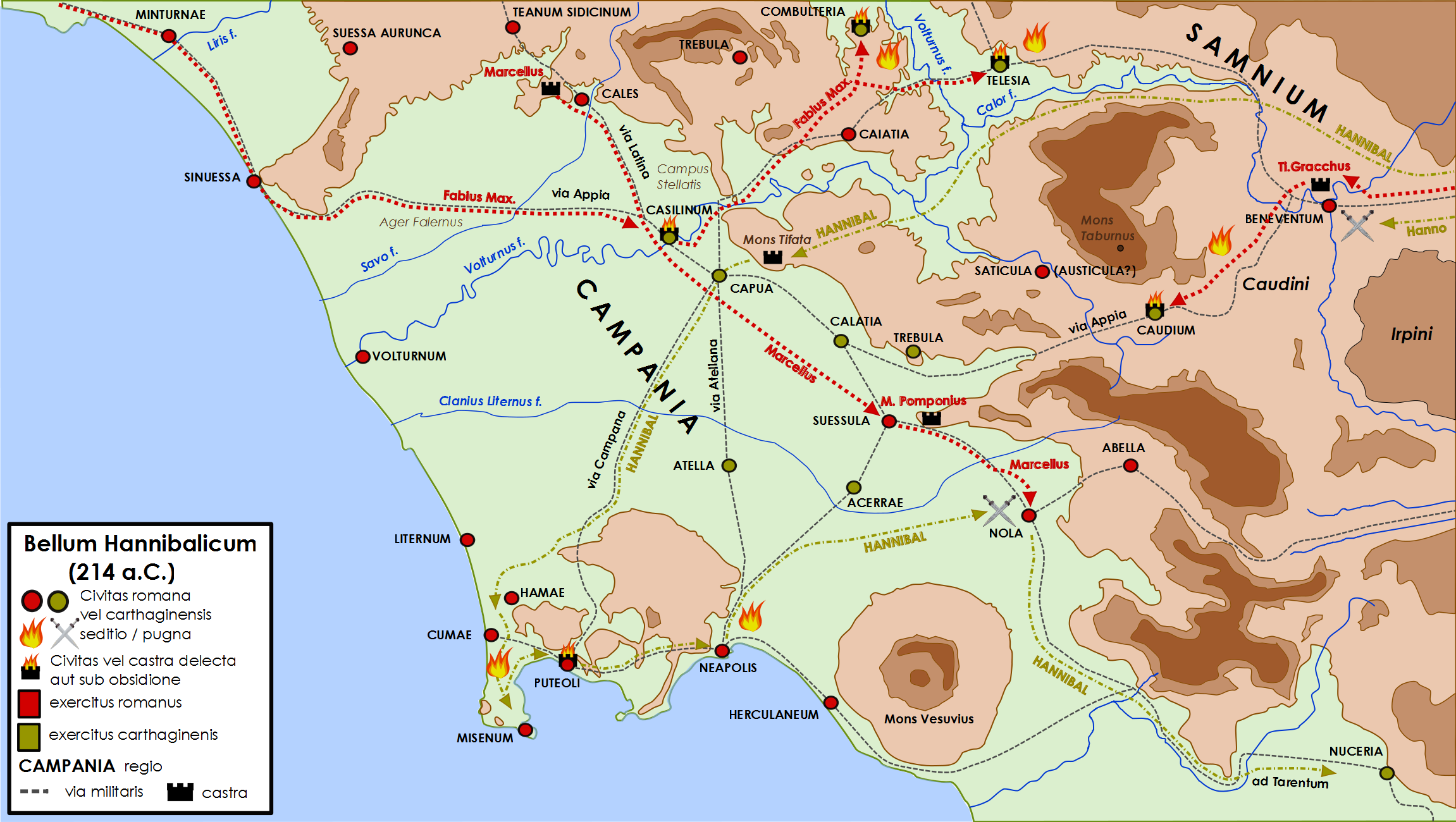
Campagna di Annibale in Campania nel 214 a.C., quando Fabio riuscì a conquistare Casilinum

Venne rieletto console nel 214 a.C., anno in cui compì un'incursione nel Sannio e conquistò Casilinum.
Nel 213 a.C. Fabio fu legatus di suo figlio, Quinto Fabio Massimo, console in quell'anno: al riguardo si racconta, come esempio della disciplina romana, che, a Fabio, entrato nel campo di Suessula a cavallo per andare a salutare suo figlio, venne ordinato di scendere dall'animale, dopo che aveva oltrepassato undici dei dodici littori di cui disponeva il console, in segno di rispetto nei confronti di questa magistratura. L'anziano padre esclamò: «Oh figlio, ho voluto vedere se tu avevi piena coscienza di essere console».
Nel 211 a.C., quando Annibale decise di dirigersi contro Roma, abbandonando l'assedio di Capua, si racconta che fu Fulvio Flacco, a scrivere immediatamente al Senato romano per informarlo delle intenzioni del condottiero cartaginese. I senatori furono impressionati e commossi. E come accadeva durante ogni situazione tanto critica, venne convocata l'assemblea generale. Qualcuno, come Publio Cornelio Scipione Asina, propose di richiamare dall'Italia tutti i comandanti e gli eserciti per difendere Roma, trascurando così l'assedio di Capua. Altri invece, come Fabio Massimo, ritennero vergognoso abbandonare Capua, cedendo alla paura e lasciandosi così comandare dai movimenti di Annibale.
(Livio, XXVI, 8.4.)
Verso la fine del 210 a.C., Tito Livio racconta che, dopo una lunga diatriba tra il dittatore Quinto Fulvio Flacco e due tribuni della plebe riguardo alla non eleggibilità del dittatore a console per evidente "conflitto di interessi", poiché la discussione si stava protraendo oltre il lecito, venne trovato un accordo secondo il quale sarebbe stato accettato quanto deliberato dal Senato. Fu così che quest'ultimo decise che la Res publica fosse governata da anziani e provati generali, esperti nella guerra. Vennero quindi creati come consoli: Quinto Fabio Massimo per la quinta volta, e Fulvio Flacco per la quarta.

#### Riconquista di Taranto (209 a.C.)
Divenuto console per la quinta volta, alle idi di marzo quando assunse la carica, gli venne attribuita come provincia l'Italia, parimenti a quanto accadde per l'altro console, Fulvio Flacco. Fu così deciso che il loro potere fosse diviso per regioni: Fabio avrebbe condotto la guerra contro Taranto, mentre Fulvio in Lucania e nel Bruzzio. Il Senato dispose, inoltre, che venissero inviate a Fabio trenta quinqueremi a Taranto dalla Sicilia. Fabio, infatti, ordinò al proprio figlio di recuperare i resti dell'esercito di Fulvio Centumalo, circa 4.334 soldati, e di condurli al proconsole Marco Valerio, ricevendo in cambio da questi due legioni e trenta quinqueremi.
Fabio fu console per la quinta volta nel 209 a.C. e gli venne conferito il titolo di Princeps senatus, e durante il consolato inflisse un duro colpo ad Annibale riconquistando Taranto. La cittadella di Taranto non era mai caduta nelle mani dei Cartaginesi, e Marco Livio Macato, il suo governatore, alcuni anni dopo rivendicò il merito della ripresa della città. "Certamente" rispose ironicamente Fabio "tu non l'hai mai persa, io non l'ho mai riconquistata". I soldati si diedero al saccheggio della città, ma venne sollevata una questione riguardo al fatto che certe statue colossali ed immagini delle divinità di Taranto dovessero essere mandate a Roma o no. Fabio rispose negativamente, affermando di voler lasciare ai Tarantini i loro dei avversi. Venne portata via, comunque, una statua di Ercole, l'antenato mitico della gens Fabia, e venne posto in Campidoglio.

### Gli ultimi anni e la morte
Marco Livio Salinatore e Gaio Claudio Nerone, consoli nel 208 a.C., erano acerrimi nemici e la loro riconciliazione fu principalmente lavoro di Fabio.
Negli ultimi anni della seconda guerra punica Fabio perse importanza a Roma. La guerra era diventata aggressiva grazie ad una nuova generazione di comandanti. Fabio, già adulto durante la prima parte della guerra, era ora anziano e stanco. Egli disapprovava la nuova tattica: temeva, o forse invidiava, la supremazia politica di Scipione, e fu sempre contrario al suo piano di invadere l'Africa. Fabio non visse abbastanza per assistere alla fine della guerra e al trionfo del suo rivale, morì nel 203 a.C., nel periodo della partenza di Annibale dall'Italia. Era molto ricco, ma il popolo si assunse le spese funebri del loro "padre", il "grande dittatore", "colui che, da solo, con la sua prudenza salvò lo Stato".

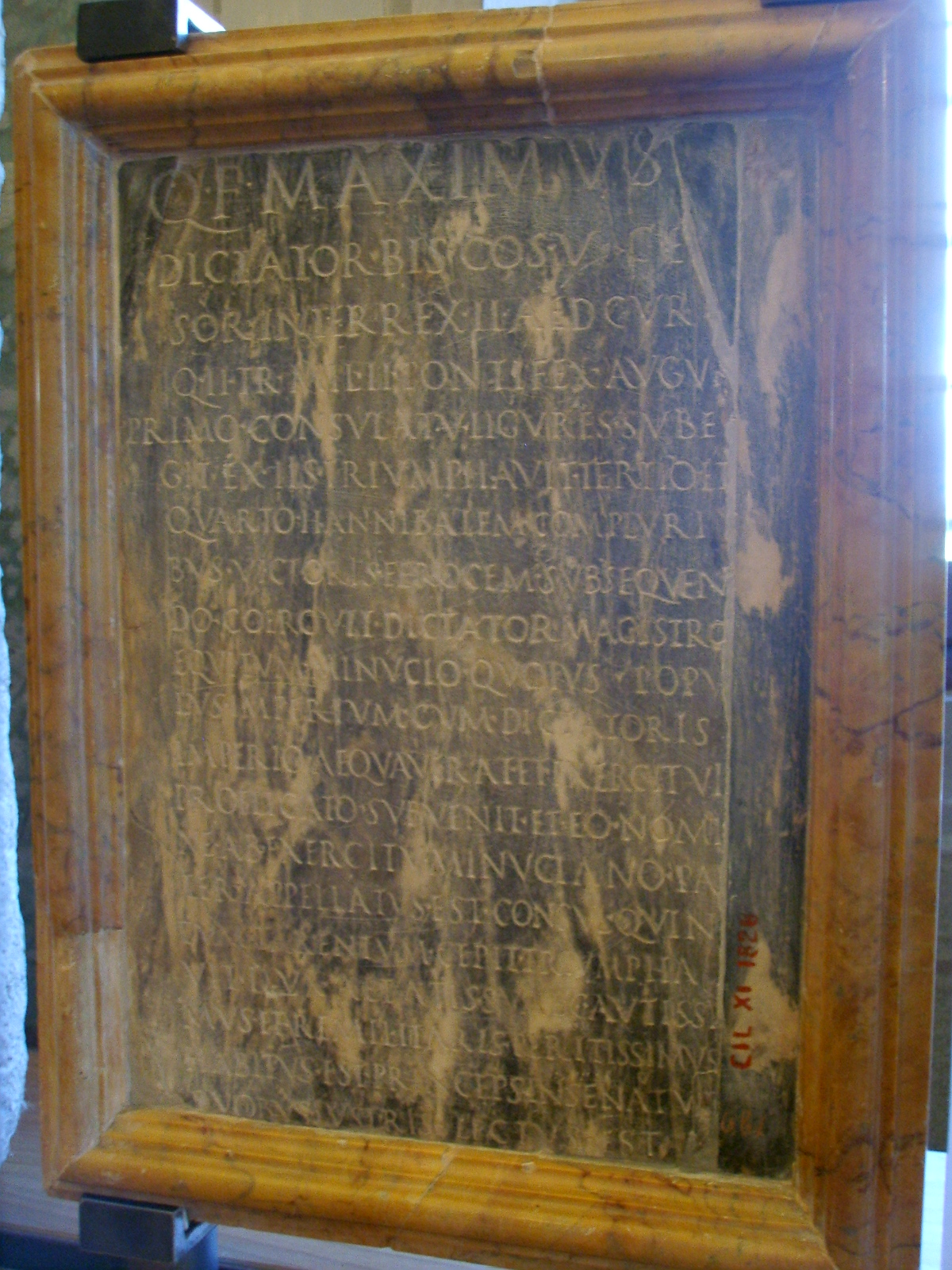
Elogio di Q. Fabio Massimo "il temporeggiatore" (Iscrizione, oggi conservata a Firenze)

Fabio ebbe due figli, il più giovane dei quali pronunciò l'orazione funebre del padre e anche se, pur non eloquente, non fu né impreparato, né cattivo oratore. Adottò, probabilmente a causa della morte del suo figlio maggiore, il figlio di Lucio Emilio Paolo, colui che sconfisse Perseo.
(Eutropio, Breviarium ab Urbe condita lib. III,9)
(CIL XI, 1828, proveniente da Arretium)